# Xenocentrismo
El xenocentrismo es la preferencia por los productos, estilos o ideas de la cultura de otra nación en lugar de la propia. Deriva en general del sentimiento de inferioridad de algunas naciones respecto a otras, o, como en el caso de España, de la usurpación del nacionalismo o la identidad nacional por un grupo no identificado con el consenso democrático. Un ejemplo es la romantización de los buenos salvajes en el movimiento primitivista del siglo XVIII en el arte, la filosofía y la etnografía europeos. El xenocentrismo es contrarrestado por el etnocentrismo, la superioridad percibida de la propia sociedad respecto de las demás. Tanto el xenocentrismo como el etnocentrismo representan una visión subjetiva del relativismo cultural.

## Origen del término
El xenocentrismo fue acuñado por los sociólogos estadounidenses Donald P. Kent y Robert G. Burnight en el artículo de 1952 "Centrismo grupal en sociedades complejas" publicado en el American Journal of Sociology  Kent y Burnight afirmaban que los sentimientos de xenocentrismo son causados por tres factores posibles: 
a ) Individuos que tienen vínculos familiares con un país extranjero, específicamente inmigrantes de segunda o tercera generación.
b ) Aquellos que se oponen a las opciones políticas de su país natal, un ejemplo de esto es el Partido Comunista de EE. UU. que idealizó a la Unión Soviética y su gobierno anticapitalista.
c ) Las personas que están expuestas a otras culturas y se desencantan y se rebelan contra su propia sociedad. A pesar de que el término permaneció olvidado, fue considerado útil por otros sociólogos que lo fueron usando ocasionalmente. La Universidad de Florida lo considera como una palabra clave en sociología.
El término se opone al etnocentrismo, como lo acuñó el sociólogo estadounidense William Graham Sumner en el siglo XIX, que describe las tendencias naturales de un individuo para dar un valor desproporcionado a los valores y creencias de la propia cultura en relación con las demás.

## Xenocentrismo del consumidor
Rene Dentiste Mueller y Amanda Broderick fueron las primeras en aplicar el concepto de xenocentrismo del consumidor (CX) para describir la preferencia que algunos consumidores tienen por los productos extranjeros, incluso cuando los productos nacionales son cualitativa y/o funcionalmente similares o mejores. Aunque el fenómeno XC es global, los investigadores citan un número significativo de estudios que sugieren que hay proporcionalmente más xenocéntricos de consumo en las antiguas colonias donde los locales han sido condicionados a percibir "lo extranjero" como mejor. Una consecuencia del xenocentrismo del consumidor es su efecto negativo en la industria local y en la disminución de los niveles de vida a medida que los consumidores pobres compran los productos extranjeros (a menudo) más caros. El xenocentrismo de los consumidores, especialmente entre las élites locales, reduce la confianza y el orgullo en la fabricación local, lo que puede conducir a la pérdida de las industrias locales, a una disminución en las opciones de compra, especialmente entre los productos tradicionales o incluso a una dependencia de los extranjeros. Mueller, Wang, Liu y Cui, aplicaron el concepto a China y mostraron que el xenocentrismo de los consumidores no es un fenómeno nuevo. Los investigadores también pudieron demostrar que cuando el xenocentrismo de los consumidores creció demasiado, una mentalidad de "protección de la manada" hizo que el péndulo girara hacia el etnocentrismo de los consumidores (nacionalismo).
En su tesis doctoral, Steven James Lawrence sugiere que el xenocentrismo puede influir en la toma de decisiones de compra de los consumidores, ya que podrían tener "orientaciones favorables a productos fuera de su grupo de miembros.
Puja Mondal citó algunos ejemplos de la India:

"La gente en la India a menudo asume que el estilo de vida británico (patrón de vestimenta, etc.), la moda francesa o los dispositivos electrónicos japoneses (TV, grabadoras, equipos móviles, lavadoras, etc.) y los relojes suizos son superiores a los suyos".

Grace Susetyo sugiere que "la idea de que las culturas extranjeras y sus elementos son superiores a lo local" provoca una crisis de identidad cultural entre los indonesios con educación occidental y es un problema que debe ser erradicado.
George Balabanis y Adamantios Diamantopoulos definieron aún más el xenocentrismo del consumidor como una construcción multidimensional por la cual se explican las afinidades de los consumidores hacia los productos extranjeros.  Definen que el xenocentrismo de los consumidores está arraigado en dos conceptos, la inferioridad percibida de los bienes domésticos y la percepción engrandecida de los productos extranjeros.
La Academia de Negocios Internacionales está estudiando "el favoritismo de aquello de fuera del grupo y la denigración de aquello de dentro del grupo" como un efecto de consumo en el mercado de consumo chino.

## Medición del xenocentrismo del consumidor
Lawrence utiliza la definición de xenocentrismo, concebida por Kent y Burnight, para describir una escala potencial, CXENO, para predecir cómo las vistas xenocéntricas de los bienes no domésticos afectan al comportamiento del consumidor. La escala propuesta más reciente para las tendencias de los consumidores xenocéntricos, XSCALE, incluye tanto el xenocentrismo social y de los consumidores.
Los economistas han comenzado a incluir el xenocentrismo del consumidor, junto con otros centrismos del consumidor como el etnocentrismo del consumidor y el cosmopolitismo del consumidor, en su análisis del comportamiento del consumidor. La investigación más reciente ha analizado cómo estos tres centrismos se influyen entre ellos.